# Anicetus thymi
Anicetus thymi är en stekelart som beskrevs av Sharkov 1988. Anicetus thymi ingår i släktet Anicetus och familjen sköldlussteklar. Inga underarter finns listade i Catalogue of Life.